# Barium
Barium (von griechisch βαρύς barýs, deutsch ‚schwer‘, wegen der hohen Dichte des Bariumminerals Baryt) ist ein chemisches Element mit dem Elementsymbol Ba und der Ordnungszahl 56. Im Periodensystem steht es in der sechsten Periode und der 2. Hauptgruppe bzw. der 2. IUPAC-Gruppe und zählt damit zu den Erdalkalimetallen. Bariumoxid wurde erstmals 1774 von Carl Wilhelm Scheele dargestellt. Barium ist metallisch-glänzend und von silbrig-weißer Farbe. Es kommt in der Natur wegen seiner hohen Reaktivität nicht elementar vor; u. a. ist es leicht entzündlich. Wasserlösliche Bariumverbindungen sind giftig.

## Geschichte

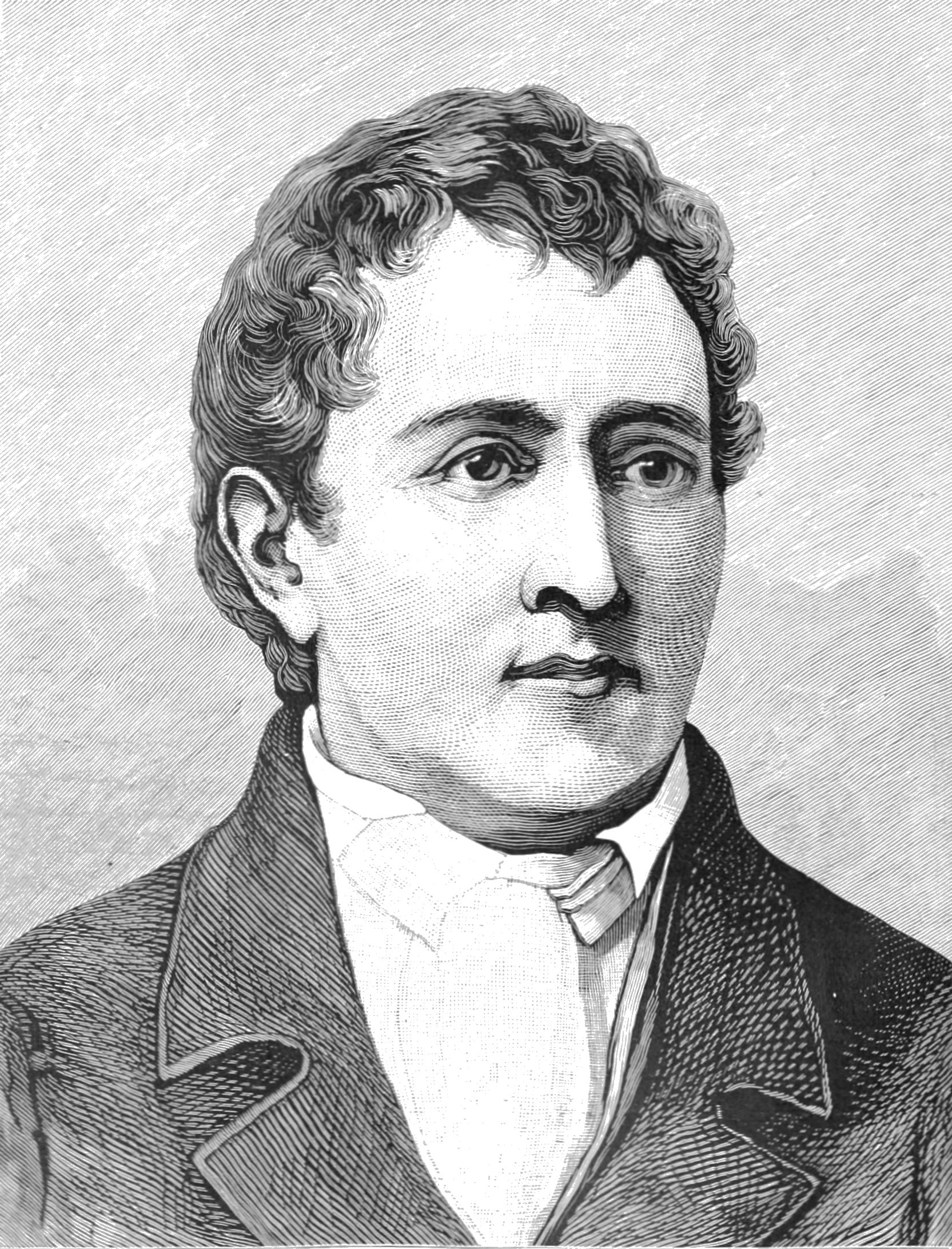
Carl Wilhelm Scheele

Erstmals wurden bariumhaltige Minerale im Jahr 1602 durch den italienischen Schuhmacher und Alchemisten Vincenzo Casciarolo (1571–1624) untersucht, dem glänzende Steinchen auffielen, die nach dem Erhitzen im Dunkeln leuchteten. Sie wurden durch die Publikationen des Ulisse Aldrovandi einem größeren Publikum als „Bologneser Stein“ bekannt. Es handelte sich dabei um Baryt, der beim Erhitzen mit organischen Substanzen phosphoresziert.
1774 wurde von dem schwedischen Chemiker Carl Wilhelm Scheele bei der Untersuchung von Gips erstmals Bariumoxid (BaO) identifiziert, das zunächst neue alkalische Erde genannt wurde. Zwei Jahre später fand Johan Gottlieb Gahn die gleiche Verbindung bei ähnlichen Untersuchungen. Ebenfalls im 18. Jahrhundert war dem englischen Mineralogen William Withering in Bleibergwerken Cumberlands ein schweres Mineral aufgefallen, bei dem es sich nicht um ein Bleierz handeln konnte und dem er die Bezeichnung „terra ponderosa“ gab. Es ist heute als Witherit (Bariumcarbonat BaCO3) bekannt.
Metallisches Barium, jedoch nicht in Reinform, wurde erstmals 1808 von Sir Humphry Davy in England durch Elektrolyse eines Gemisches aus Bariumoxid und Quecksilberoxid hergestellt. Daraufhin erfolgte die Namensgebung Barium nach dem Bariummineral Baryt.
Die erste Reindarstellung des Bariums gelang 1855 Robert Bunsen und Augustus Matthiessen durch Schmelzelektrolyse eines Gemisches aus Bariumchlorid und Ammoniumchlorid. 1910 wurde von Marie Curie das schwerere Radium unter Ausnutzung seiner chemischen Ähnlichkeit mit Barium isoliert. Eine besondere Rolle spielte das Metall 1938 bei den kernchemischen Experimenten Otto Hahns und Fritz Straßmanns, die Uran mit langsamen Neutronen beschossen und zu ihrem Erstaunen das viel leichtere Element Barium in den Reaktionsprodukten fanden. Dieser Befund konnte von Hahn und Straßmann nicht interpretiert werden. Hahn bat daraufhin seine ehemalige, mittlerweile im schwedischen Exil lebende Kollegin Lise Meitner schriftlich um Hilfe. Lise Meitner diskutierte zusammen mit ihrem Neffen Otto Robert Frisch das von Hahn beschriebene Ergebnis und erkannte als Erste, dass die fehlende Materie nach dem Einsteinschen Postulat in Energie umgewandelt wurde. Für diese Entdeckung erhielt Hahn später den Nobelpreis; es war allerdings der Erkenntnis Lise Meitners geschuldet, die dabei leer ausging.

## Vorkommen

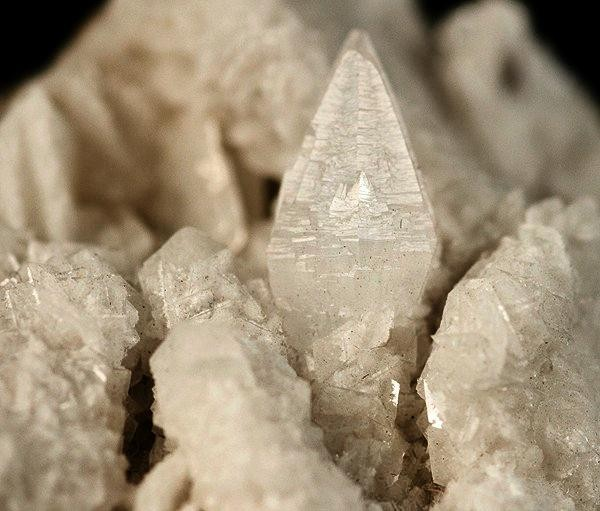
Alstonit-Baryt

Barium kommt wegen seiner hohen Reaktivität in der Natur nicht elementar, sondern nur in Verbindungen vor. Mit einem Anteil von etwa 0,039 % ist Barium das 14.-häufigste Element der Erdkruste.
Barium wird vor allem in den Mineralen Baryt (Schwerspat = kristallisiertes Bariumsulfat) und Witherit (Bariumcarbonat) gefunden, wobei Baryt die häufigsten Vorkommen hat. Die Weltjahresproduktion an Baryt stieg in den Jahren 1973 bis 2003 von etwa 4,8 Millionen Tonnen auf 6,7 Millionen Tonnen an, die weltweiten Reserven werden auf etwa zwei Milliarden Tonnen geschätzt. Die deutschen Vorkommen von Bariumverbindungen liegen im Sauerland, im Harz und in Rheinland-Pfalz. Die Hauptförderländer von Barium sind die Volksrepublik China, Mexiko, Indien, Türkei, USA, Deutschland, Tschechien, Marokko, Irland, Italien und Frankreich.

## Gewinnung und Darstellung

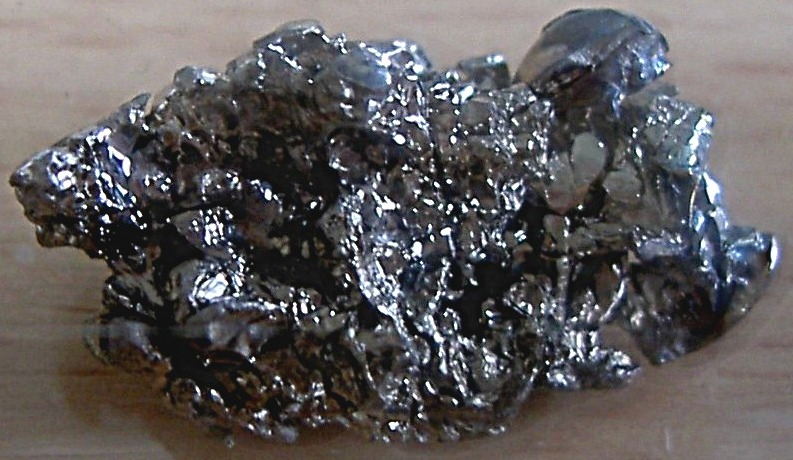
Elementares Barium, hochvakuumsublimiert

Nur ein kleiner Teil Baryt wird zu Bariummetall weiterverarbeitet. Hierbei wird das Sulfat zunächst zu Sulfid reduziert. Anschließend wird das Bariumsulfid in Bariumcarbonat und weiter in Bariumoxid überführt, das schließlich mit Silicium oder Aluminium bei 1200 °C im Vakuum zum Reinmetall reduziert wird. Die Reaktionen verlaufen nach folgenden Gleichungen:
- {\displaystyle \mathrm {BaSO_{4}\,(s)+2\,C\,(s)\rightarrow BaS\,(s)+2\,CO_{2}\,(g)} }
Bariumsulfat reagiert mit Kohlenstoff zu Bariumsulfid und Kohlenstoffdioxid.

- {\displaystyle \mathrm {BaS(s)+H_{2}O\,(l)+CO_{2}\,(g)\rightarrow BaCO_{3}\,(s)+H_{2}S\,(g)} }
Bariumsulfid wird mit Wasser und Kohlenstoffdioxid versetzt und reagiert zu Bariumcarbonat und Schwefelwasserstoff.

- {\displaystyle \mathrm {BaCO_{3}\,(s)\rightarrow BaO\,(s)+CO_{2}\,(g)} }
Bariumcarbonat ist wasserunlöslich; es zerfällt beim Erhitzen zu Bariumoxid und Kohlenstoffdioxid.

- {\displaystyle \mathrm {3\,BaO\,(s)+2\,Al\,(s)\rightarrow Al_{2}O_{3}\,(s)+3\,Ba\,(s)} }
Bariumoxid reagiert mit Aluminium zu Aluminiumoxid und Bariummetall.

Die Metallgewinnung aus Bariumcarbonat ist nach diesem Schema zwar einfacher, allerdings ist es in der Natur seltener zu finden. Hochreines Barium wird aus geschmolzenem Bariumchlorid durch Elektrolyse mit anschließender Hochvakuumsublimation gewonnen.

## Eigenschaften

### Physikalische Eigenschaften
Barium ist ein festes, paramagnetisches Erdalkalimetall, das in einem kubisch-raumzentrierten Gitter kristallisiert. Seine silberweiße Farbe wird an der Luft schnell mattgrau, weil sich eine Oxidschicht bildet.
Barium weist eine grüne bis fahlgrüne Flammenfärbung mit den charakteristischen Spektrallinien von 524,2 und 513,7 nm auf. Barium hat eine Dichte von 3,62 g/cm3 (bei 20 °C) und zählt damit zu den Leichtmetallen. Mit einer Mohshärte von 1,25 ist es vergleichsweise weich und auch das weichste der Erdalkalimetalle. Der Schmelzpunkt liegt bei 727 °C, der Siedepunkt bei 1637 °C. Das elektrochemische Standardpotenzial beträgt −2,912 V.

### Chemische Eigenschaften
In den chemischen Eigenschaften ähnelt es Calcium und den anderen Erdalkalimetallen. Es reagiert heftiger als die meisten anderen Erdalkalimetalle mit Wasser und mit Sauerstoff und löst sich leicht in fast allen Säuren – eine Ausnahme bildet konzentrierte Schwefelsäure, da die Bildung einer Sulfatschicht (Passivierung) die Reaktion stoppt. Barium kann deshalb als eines der unedelsten Metalle bezeichnet werden. Wegen dieser hohen Reaktivität wird es unter Schutzflüssigkeiten aufbewahrt.
Es reagiert direkt mit Halogenen, Sauerstoff, Stickstoff und Schwefel. Dabei bildet es immer Verbindungen, in denen es als zweiwertiges Kation vorliegt. Beim Erhitzen an der Luft verbrennt das Metall mit der typischen grünen Flammenfärbung zu Bariumoxid.
Als sehr unedles Metall reagiert Barium mit Wasser unter Wasserstoff- und Hydroxidbildung. Bariumhydroxid bildet sich auch schon beim Kontakt des Metalls mit feuchter Luft.
{\displaystyle \mathrm {Ba+2\ H_{2}O\longrightarrow Ba(OH)_{2}+H_{2}\uparrow } }
Im Gegensatz zu anderen Erdalkalimetallen bildet Barium nur eine dünne, wenig passivierende Oxidschicht und kann sich daher in feuchter Luft selbst entzünden.

## Isotope
In der Natur kommen sieben stabile Bariumisotope vor, wobei 138Ba mit 71,8 % das häufigste Isotop ist. Des Weiteren sind von Barium 33 radioaktive Isotope mit Halbwertszeiten zwischen 10,5 Jahren bei 133Ba und 150 Nanosekunden bei 153Ba bekannt; die meisten zerfallen innerhalb weniger Sekunden. Die Bariumisotope besitzen zwischen 58 (114Ba) und 97 (153Ba) Neutronen.
Stabile Bariumisotope entstehen bei verschiedenen Zerfallsreihen, beispielsweise des 137I in 137Ba. Die radioaktiven Isotope zerfallen in Lanthan-, Xenon-, Caesium- und Iodisotope.
Folgend zwei Beispiele für Kernspaltungen, bei denen radioaktive Isotope des Bariums entstehen:
- {\displaystyle \mathrm {^{1}_{0}n\ +\ _{\ 92}^{235}U\ \longrightarrow \ _{\ 56}^{145}Ba\ +\ _{36}^{88}Kr\ +\ 3\ _{0}^{1}n} }

Uran fängt ein langsames Neutron ein und zerfällt dabei in Barium, Krypton und drei schnelle Neutronen (erster Nachweis einer Kernspaltung).
- {\displaystyle \mathrm {^{252}_{\ 98}Cf\ \longrightarrow \ _{\ 56}^{142}Ba\ +\ _{\ 42}^{106}Mo\ +\ 4\ _{0}^{1}n} }

Californium zerfällt spontan in Barium, Molybdän und vier Neutronen.
Außerdem kann mit einem Cäsium-Barium-Generator das metastabile Isomer Barium-137m aus dem Zerfall von Caesium-137 erzeugt werden. Barium-137m zerfällt mit einer Halbwertszeit von 153,1(1) Sekunden unter Abgabe von Gammastrahlung zu stabilem Barium-137.

## Verwendung
Elementares Barium findet nur in kleinem Umfang Verwendung, und die Produktion liegt bei nur wenigen Tonnen pro Jahr. Die wichtigste Anwendung ist die als Gettermaterial in Vakuumröhren, beispielsweise von Fernsehern oder als Sonnenkollektoren, denn es bindet schnell unerwünschte Restgase wie Sauerstoff, Stickstoff, Kohlenstoffdioxid und Wasserdampf; auch unreaktive Gase werden eingeschlossen und so aus der Vakuumröhre entfernt. Der Dampfdruck des Metalls ist bei den verwendeten Temperaturen gering.
Außerdem wird mit Barium legiertes Nickel in Zündkerzen eingesetzt. Weiterhin erhöht es die Härte von Bleilegierungen, die als Lagermetalle verwendet werden.
In Verbindung mit Eisen als Bariumferrit (BaFe) findet es Verwendung als Material für Magnetbänder hoher Kapazität.

## Biologische Bedeutung
Pflanzen nehmen Bariumkationen aus dem Boden auf und reichern sie an. Die höchste Konzentration in einer Nutzpflanze findet sich mit 4g pro kg bei der Paranuss, allerdings größtenteils in wasserunlöslicher Form.
Zieralgen (Desmidiaceae), eine Familie von einzelligen, etwa einen Millimeter großen Grünalgen (Chlorophyta), die in kalten, nährstoffarmen Süßgewässern, insbesondere in Hochmooren, vorkommen, biomineralisieren Barium und Strontium und lagern sie in ihren Zellen in flüssigkeitsgefüllten Hohlräumen ab. Dazu wird Barium auch bei verschwindend geringen Konzentrationen von nur 1 ppb  dem Wasser entzogen. Die Algen tolerieren auch für andere Organismen tödliche Bariumkonzentrationen von bis zu 35 ppm (Millionstel Anteile). Die biologische Funktion der Kristalle ist noch unklar; gesichert scheint, dass durch die Ablagerungen die schädliche Wirkung der Stoffe auf den Organismus vermindert wird.
Auch im menschlichen Körper kommt Barium vor, der durchschnittliche Gewebeanteil liegt bei 100 ppb, in Blut und Knochen mit jeweils bis zu 70 ppb etwas niedriger. Mit der Nahrung wird täglich etwa ein Milligramm Barium aufgenommen.

## Sicherheitshinweise und Toxikologie
Alle wasser- oder säurelöslichen Bariumverbindungen sind giftig. Die maximale Arbeitsplatzkonzentration (MAK-Wert) liegt bei 0,5 mg/m3. Eine Dosis von 1 bis 15 Gramm ist abhängig von der Löslichkeit der jeweiligen Bariumverbindung für einen Erwachsenen tödlich. Das in der Röntgenologie verwendete wasserunlösliche Kontrastmittel Bariumsulfat, das zur Darstellung des Magen-Darm-Trakts beziehungsweise des Schluckakts in der Röntgenkinematographie eingesetzt wird, muss deshalb frei von löslichen Bariumverbindungen sein, das heißt, als Reinsubstanz zugeführt werden. Zu beachten ist hier auch die Verwechslungsmöglichkeit bei den im Sprachgebrauch der Apotheken verwendeten lateinischen Begriffen „Barium sulfuricum“ (Bariumsulfat) und „Barium sulfuratum“ (Bariumsulfid). Bariumvergiftungen erfolgen meist am Arbeitsplatz oder in der Nähe Barium verarbeitender Industriebetriebe. Dabei kann es eingeatmet werden oder über das Trinkwasser in den Organismus gelangen.
Abgelagert werden Bariumionen in der Muskulatur, den Lungen und den Knochen, in die es ähnlich wie Calcium, jedoch schneller aufgenommen wird. Seine Halbwertszeit im Knochen wird auf 50 Tage geschätzt. Als Konkurrent von Calcium an den Zellmembranen, erhöht es – bei niedriger Dosierung – die Membrandurchlässigkeit und verstärkt die Muskelkontraktion. Das kann zu Blutdrucksteigerung mit Senkung der Herzfrequenz und zu Muskelkrämpfen führen. Höhere Dosen verursachen Muskelschwäche bis hin zu -lähmung, auch auf Grund einer Beeinträchtigung des Zentralen Nervensystems. Herzrhythmusstörungen (Extrasystolen und Kammerflimmern), Tremor, allgemeines Schwächegefühl, Schwindel, Angst und Atemprobleme können auftreten. Bei akuten wie subakuten Vergiftungen können Störungen des Magen-Darm-Trakts wie Leibschmerzen, Erbrechen und Durchfall auftreten. In hohen Konzentrationen blockiert Barium die passiven Kaliumkanäle in der Zellmembran der Muskelzellen, so dass Kalium die Muskelzellen nicht mehr verlassen kann. Da die Natrium-Kalium-ATPase unvermindert Kalium in die Zellen pumpt, sinkt der Kaliumspiegel im Blut. Die resultierende Hypokaliämie verursacht den Ausfall der Muskelreflexe (Areflexie) mit folgender Muskel- und Atemlähmung.
Erste Hilfe kann durch Gabe von Natriumsulfat- oder Kaliumsulfatlösung erfolgen, wodurch die Bariumionen als schwerlösliches und damit ungiftiges Bariumsulfat gebunden werden. Im Krankenhaus kann Barium durch Dialyse entfernt werden.

## Nachweis

### Nasschemische Methoden
Eine Nachweisreaktion ist das Umsetzen mit verdünnter Schwefelsäure, woraufhin weißes Bariumsulfat ausfällt:
{\displaystyle \mathrm {SO_{4}^{2-}+\ BaCl_{2}\longrightarrow BaSO_{4}\!\downarrow +\ 2\,Cl^{-}} }
Befindet sich Barium in Gesellschaft mit anderen Elementen, die ebenfalls schwerlösliche Sulfate bilden, so kann dieses Verfahren nicht angewendet werden. Trennung und Nachweis erfolgen dann, sofern nur Erdalkalielemente vorhanden sind, nach dem Chromat-Sulfat-Verfahren (siehe unter Ammoniumcarbonatgruppe). Im Rahmen dieses Verfahrens wird die Bariumlösung mit Kaliumchromatlösung versetzt, und es entsteht ein gelber Niederschlag von Bariumchromat. Sind noch andere Elemente mit schwerlöslichen Sulfaten vorhanden, muss ein geeigneter Kationentrenngang durchgeführt werden.

### Instrumentelle Methoden
Ein zum Nachweis von Barium geeignetes Verfahren ist die Atomspektroskopie. Der Nachweis von Barium und Bariumsalzen erfolgt hierbei über das charakteristische Spektrum. Mit einem Flammenatomabsorptionsspektrometer oder einem Atomemissionsspektrometer mit induktiv gekoppeltem Hochfrequenzplasma lassen sich selbst geringe Spuren von Barium nachweisen. Beim klassischen Nachweis hält man die Probe in eine Bunsenbrennerflamme und beobachtet die grüne Flammenfärbung. Diese Methode ist allerdings nicht eindeutig, wenn Elemente mit ähnlichen Flammenfarben vorhanden sind.

## Verbindungen

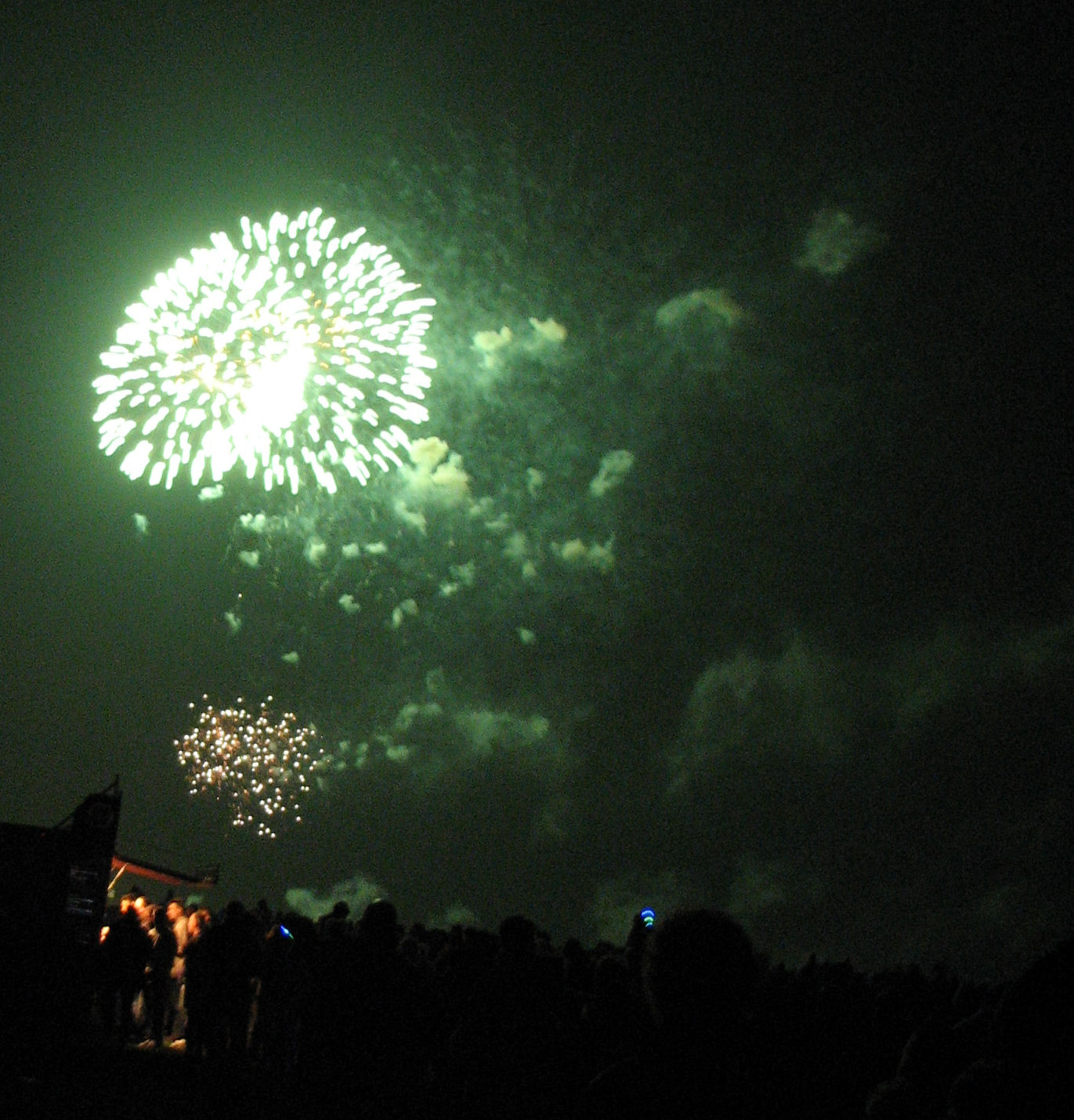
Feuerwerk: Grüne Farbe des Bariums

Bariumverbindungen liegen fast ausschließlich in der Oxidationsstufe +II vor. Diese sind meist farblose, salzartige Feststoffe. Charakteristisch für Bariumverbindungen ist die grüne Flammenfärbung.

### Sauerstoffverbindungen
Es existieren zwei verschiedene Barium-Sauerstoffverbindungen, Bariumoxid und Bariumperoxid. Bariumoxid adsorbiert Wasser und Kohlenstoffdioxid und wird dementsprechend eingesetzt. Bariumperoxid, das aus Bariumoxid hergestellt werden kann, ist ein starkes Oxidationsmittel und wird in der Pyrotechnik verwendet. Es ist daneben ein mögliches Edukt für die Herstellung von Wasserstoffperoxid. Wird Bariumoxid in Wasser gelöst, bildet sich die starke Base Bariumhydroxid, die zum Nachweis von Carbonationen verwendet werden kann.

### Halogenverbindungen
Mit Halogenen bildet Barium Verbindungen des Typs BaX2, die in der Blei(II)-chlorid-Struktur kristallisieren. Bariumfluorid, das abweichend in der Fluoritstruktur kristallisiert, besitzt einen weiten transparenten Spektralbereich und wird in der optischen Industrie eingesetzt. Das giftige und gut lösliche Bariumchlorid ist Grundstoff für andere Bariumverbindungen und dient als Fällungsmittel für Sulfat, etwa zum Nachweis oder zur Wasserenthärtung.

### Verbindungen mit Oxosäuren
Bariumsulfat ist die technisch wichtigste Bariumverbindung. Es besitzt im Vergleich zu anderen Bariumverbindungen den Vorteil, auf Grund der sehr geringen Löslichkeit ungiftig zu sein. Es wird vor allem in der Erdölförderung für die Erhöhung der Dichte von Bohrschlämmen eingesetzt. Daneben dient es als Füllstoff für Kunststoffe, als Röntgenkontrastmittel und wird als Anstrichfarbe eingesetzt.
Bariumcarbonat ist ein wirksames Rattengift, es wird auch als Rohstoff zur Glasherstellung sowie bei der Produktion hartmagnetischer Ferrite verwendet.
Bariumnitrat, Bariumiodat und Bariumchlorat werden wegen ihrer brandfördernden Eigenschaften und der grünen Flammenfärbung in der Pyrotechnik benutzt.
Weitere Bariumverbindungen finden sich in der Kategorie:Bariumverbindung